# カンブリア紀第三期
| 累代        | 代     | 紀           | 基底年代 Mya |
| ----------- | ------ | ------------ | ------------ |
| 顕生代      | 新生代 | 第四紀       | 2.58         |
| 顕生代      | 新生代 | 新第三紀     | 23.03        |
| 顕生代      | 新生代 | 古第三紀     | 66           |
| 顕生代      | 中生代 | 白亜紀       | 145          |
| 顕生代      | 中生代 | ジュラ紀     | 201.3        |
| 顕生代      | 中生代 | 三畳紀       | 251.902      |
| 顕生代      | 古生代 | ペルム紀     | 298.9        |
| 顕生代      | 古生代 | 石炭紀       | 358.9        |
| 顕生代      | 古生代 | デボン紀     | 419.2        |
| 顕生代      | 古生代 | シルル紀     | 443.8        |
| 顕生代      | 古生代 | オルドビス紀 | 485.4        |
| 顕生代      | 古生代 | カンブリア紀 | 541          |
| 原生代      | 原生代 | 原生代       | 2500         |
| 太古代      | 太古代 | 太古代       | 4000         |
| 冥王代      | 冥王代 | 冥王代       | 4600         |
| 1. 2. 3. 4. |        |              |              |

カンブリア紀の第三期は、古生代カンブリア紀の3番目の期である地質時代。約5億2100万年前から約5億1400万年前にあたり、この時代に相当する地層はステージ3と呼称される。前の期は第二期、続く期は第四期。
ステージ3の基底は三葉虫の最初の出現に対応し、上側の境界すなわちステージ4との境界は三葉虫の属オレネルスとレドリキアの最初の出現と対応する。澄江動物群が生息していた時代でもある。

## 名称
国際層序委員会は公式にカンブリア紀第三期を命名してはいない。ステージ3はシベリアで研究する地質学者の用いるアトダバニアン（英: Atdabanian）とおおよそ対応する。
大谷大学の鈴木寿志は、この時代の日本語表記として第三期を提唱している。

## 生物
知られている中で最古の三葉虫はファロタスピスゾーン (Fallotaspis zone) の始まりで産出するレムダデラである。
中国に分布する約5億2000万年前の地層からは澄江動物群が産出している。この動物群には葉足動物のハルキゲニアの種 Hallucigenia fortis など、目や棘・硬い甲殻を持つ動物が含まれる。そのような動物は5億2000万年前より以前ではほぼ産出しておらず、生物のこのような外見の急速な進化について、当時の生物が視力を獲得していわゆる軍拡競争が始まったことを原因とする仮説（「光スイッチ説」）が有力視されている。